# Loire-Nieuport LN 161
Le Loire-Nieuport LN 161 était un avion de chasse monoplace français conçu juste avant le début de la Seconde Guerre mondiale. Malgré d'indéniables qualités techniques on lui préféra le Morane-Saulnier MS.406, deux des trois prototypes construits ayant été perdus par accident durant les essais.

## Le programme de 1934
Le 13 juillet 1934, le ministère de l'Air lança un programme de chasseurs monoplaces (C1). Modifié à plusieurs reprises, ce programme fut figé le 16 novembre 1935, donnant naissance à deux catégories d’appareils, des chasseurs légers de 400 à 500 ch et des chasseurs lourds de 800 à 1 000 ch. Sur 11 projets présentés, six conduiront à réalisations : un biplan (Blériot-SPAD S.710) et cinq monoplans à aile basse cantilever et train rentrant, dont deux proposés par la Société anonyme Loire-Nieuport, les Loire 250 et LN-160. Loire Aviation et Nieuport-Astra avaient en effet fusionnés le 1er juillet 1935  mais les bureaux d’études de Saint-Nazaire et d’Issy-les-Moulineaux conservaient leur autonomie.

## Le premier Loire-Nieuport LN 160
Si le Morane-Saulnier MS.405, vainqueur de la compétition, avait une structure tubulaire partiellement entoilée, les quatre autres monoplans présentés étaient de construction entièrement métallique, avec un fuselage à structure monocoque et une voilure à revêtement travaillant. Tel était donc le cas du LN-161 dessiné par les ingénieurs Mary et Dieudonné, mais ce monoplace avait aussi l’avantage d’être conçu de sous-ensembles facilement assemblables, ce qui devait faciliter sa production et la réparation d’appareils endommagés sur accident ou au combat. Cet appareil devait recevoir un moteur Hispano-Suiza 12Ycrs de 860 ch équipé d’un canon de 20 mm tirant dans l’arbre de l’hélice qui ne fut pas livré à temps. Le prototype effectua donc son premier vol le 5 octobre 1935 avec un Hispano-Suiza 12Xcrs de 690 ch entraînant une bipale à pas fixe. Le détail du cahier des charges du programme étant enfin connu, le prototype fut renvoyé en usine pour modifications en novembre.
Le prototype reprit l’air fin mars 1936 après avoir reçu son moteur définitif et une hélice tripale à deux pas Hispano-Suiza (licence Hamilton Standard). Les premiers essais laissant apparaître un appareil supérieur au MS.406 ou au Bloch MB.151, trois prototypes supplémentaires et une série de 30 appareils furent commandés juste avant que le premier ne s’écrase le 22 septembre 1936 durant un essai de tir sur cible, tuant son pilote, le Capitaine Coffinet.

## Les deux autres prototypes
Loire-Nieuport étant devenu la SNCAO le 16 janvier 1937 en application des lois de nationalisation, le second prototype prit l’air le 15 octobre 1937 avec la désignation SNCAO 161. Cet appareil décrocha à l’atterrissage le 12 janvier 1938. Le pilote s’en sortit mais le prototype dut être réformé, étant trop endommagé. L’enquête révéla un mauvais positionnement des radiateurs, situés sous la voilure, qui brisait la portance à l’emplanture. 
Le troisième prototype débuta à son tour ses essais en mars 1938 comme Loire-Nieuport 161. Ce monoplace se distinguait de ses prédécesseurs par un capot moteur légèrement redessiné et l’adoption d’une tripale à pas variable Ratier. Entre-temps le MS.406 avait été commandé en série ; le dernier prototype commandé ne fut jamais achevé et la commande de 30 exemplaires de série annulée. Équipé par la suite d’un collecteur d’échappement Bronzavia, le LN 161 no 03 fut conservé à Cazaux après ses essais de tir et utilisé comme avion de servitude.
Lors des essais, l'altitude de 8 000 mètres fut atteinte en 9 minutes (le MS-406 en mettant plus de 24).